# Isaac Kariuki
Isaac Kariuki (* 27. Juli 1973) ist ein ehemaliger kenianischer Langstreckenläufer.
1997 siegte er beim Kasseler Citylauf und stellte beim Silvesterlauf Trier über 8 km mit 22:21 min den aktuellen Streckenrekord auf.

## Bestzeiten
- 3000 m: 7:47,70 min, 24. Mai 1996, Rhede
- 5000 m: 13:43,08 min, 14. Mai 1997, Koblenz
- 10.000 m: 28:28,20 min, 24. August 1996, Troisdorf